# Douglas L. Coleman
Douglas L. Coleman (6 de octubre de 1931 - 16 de abril de 2014) nació en Stratford, Ontario, Canadá, y fue un científico y profesor en el Laboratorio Jackson, en Bar Harbor, Maine. Su trabajo predijo que el gen ob codifica la hormona leptina, más tarde co-descubierto en 1994 por Jeffrey Friedman, Rudolph Leibel y sus equipos de investigación de la Universidad Rockefeller. Este trabajo ha tenido un papel importante en nuestra comprensión de los mecanismos que regulan el peso corporal y la causa de la obesidad humana.
Obtuvo su licenciatura de la Universidad McMaster en 1954 y su doctorado en Bioquímica por la Universidad de Wisconsin en 1958. Fue elegido miembro de la Academia Nacional de Ciencias de Estados Unidos en 1998. Ganó el Premio Shaw en 2009, el Premio Albert Lasker por Investigación Médica Básica en el 2010 y el Premio Fundación BBVA Fronteras del Conocimiento 2012 en la categoría de Biomedicina en colaboración con Jeffrey M. Friedman por el descubrimiento de la leptina.